# Saint-Laurent-de-la-Prée
Pour les articles homonymes, voir Saint-Laurent et Prée.
Saint-Laurent-de-la-Prée est une commune du sud-ouest de la France, située dans le département de la Charente-Maritime (région Nouvelle-Aquitaine).
Ses habitants sont appelés les Saint-Laurentais et les Saint-Laurentaises.

## Géographie
La commune de Saint-Laurent-de-la-Prée est située dans la partie sud-ouest de la France, au centre de la côte atlantique dont elle est riveraine, faisant partie du « Midi atlantique ».
C'est aussi une commune fluviale et estuarienne, elle est entièrement située sur la rive droite de l'estuaire de la Charente qui rejoint les eaux de l'océan Atlantique en une vaste embouchure face aux stations balnéaires de Fouras - rive droite - et de Port-des-Barques - rive gauche.

En bordure du fleuve, de grands espaces marécageux et inondables, sillonnés de petits canaux, qui font partie du marais de Rochefort, sont voués aux prairies pour l'élevage bovin et ovin, et sont à l'origine en partie du nom de la commune avec le toponyme local de "prée".

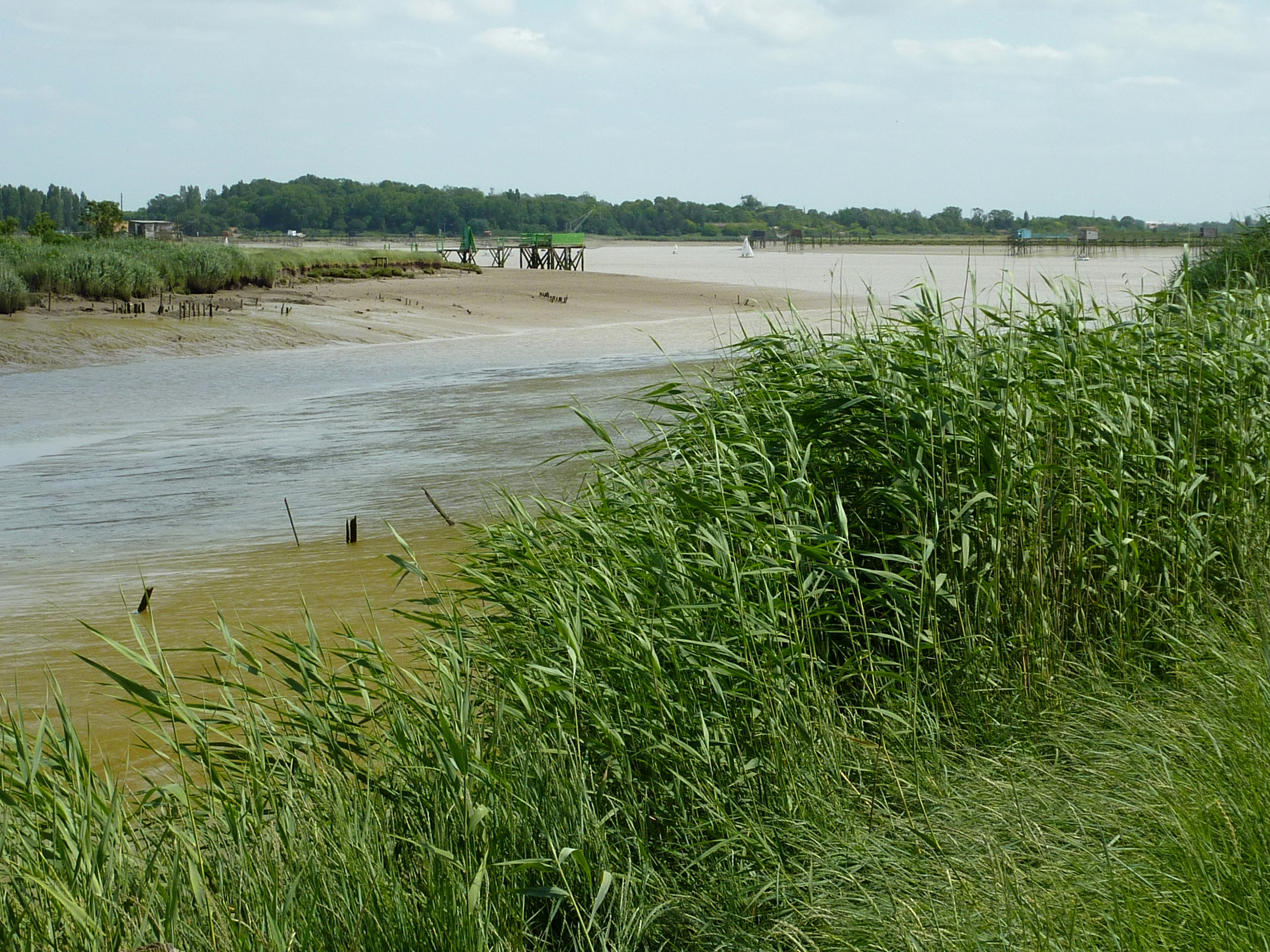
Le canal de Charras à gauche à sa confluence avec la Charente.
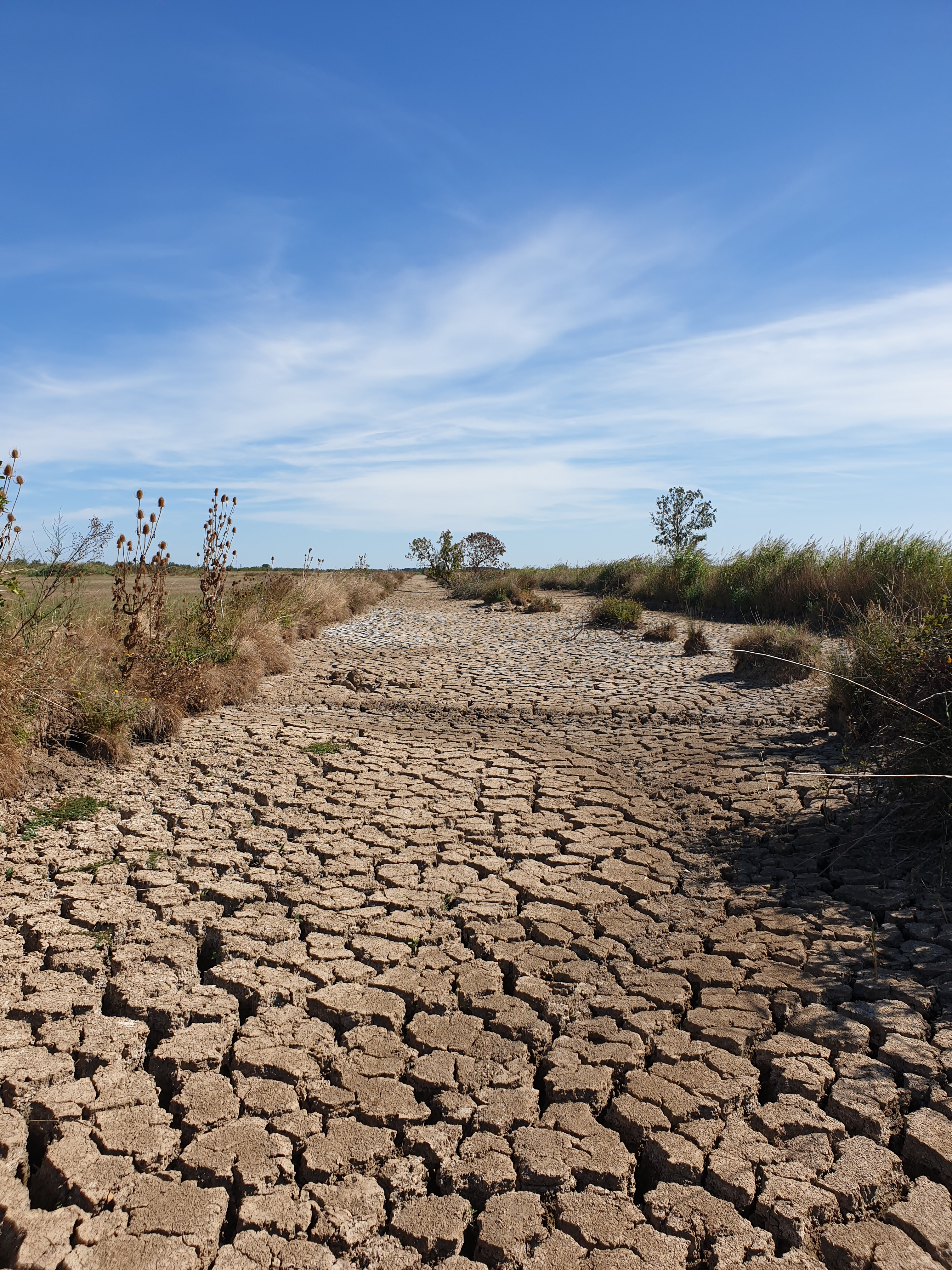
Canal asséché durant l'été 2022, zone marécageuse du lieu-dit "Quarante Journaux"
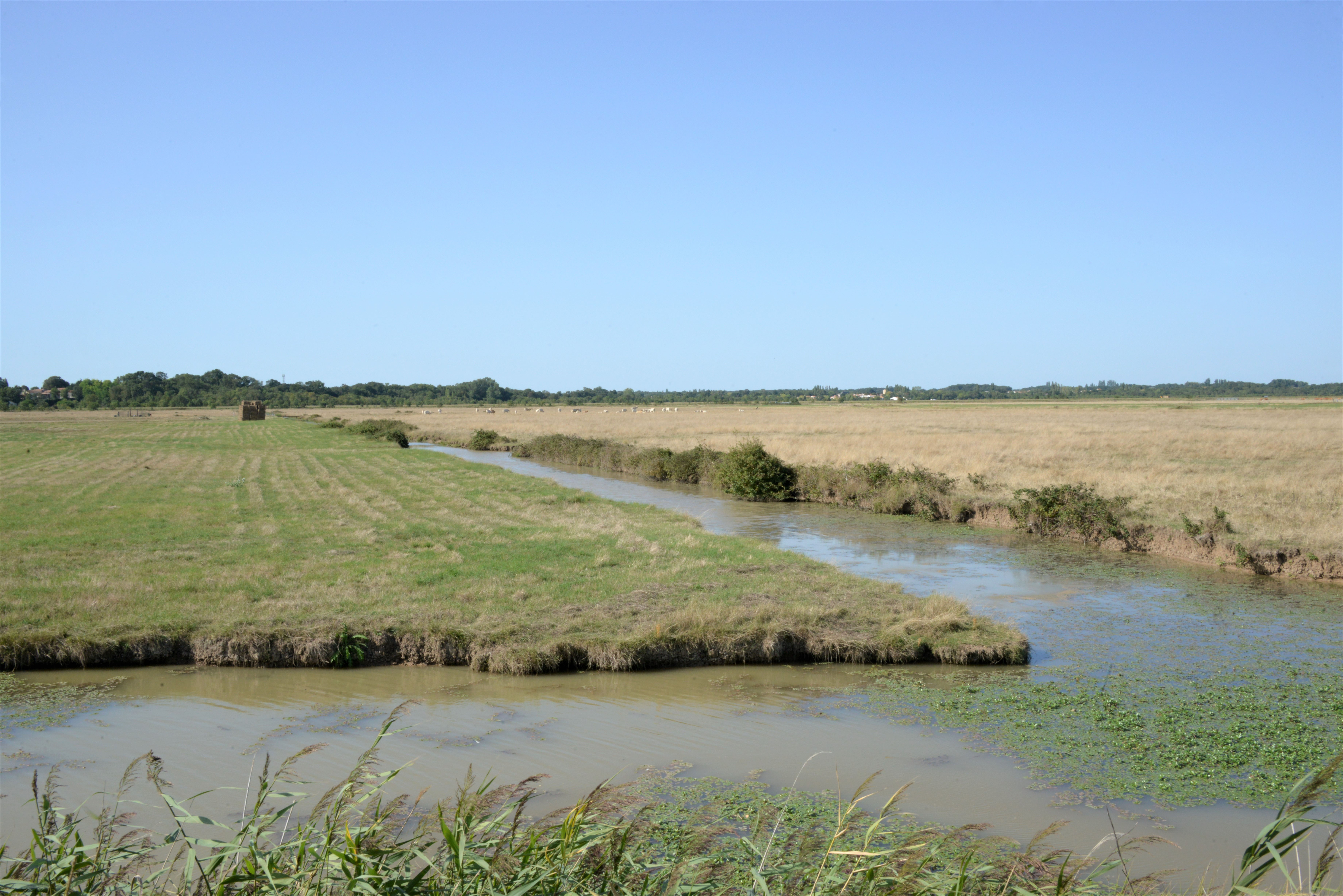
Terres agricoles des Quarante Journaux

La commune est également traversée du nord au sud par le canal de Charras qui se jette dans la Charente en aval des communes de Vergeroux et de Rochefort. Cet important collecteur des marais a été construit à partir de 1710, puis de 1782 à 1789 et achevé en 1812. D'importants travaux de génie rural et d'hydraulique agricole ont eu lieu en 1978 avec l'asséchement de 33 000 hectares de marais. Aujourd'hui, outre son rôle d'écoulement des eaux, ce canal est également un lieu de promenade et de détente.

### Communes limitrophes
|                  | Yves                       |              |
| Fouras           | Saint-Laurent-de-la-Prée   | Breuil-Magné |
| Port-des-Barques | Saint-Nazaire-sur-Charente | Vergeroux    |

## Urbanisme

### Typologie
Au 1er janvier 2024, Saint-Laurent-de-la-Prée est catégorisée bourg rural, selon la nouvelle grille communale de densité à 7 niveaux définie par l'Insee en 2022.
Elle appartient à l'unité urbaine de Saint-Laurent-de-la-Prée, une unité urbaine monocommunale constituant une ville isolée,. Par ailleurs la commune fait partie de l'aire d'attraction de La Rochelle, dont elle est une commune de la couronne,. Cette aire, qui regroupe 72 communes, est catégorisée dans les aires de 200 000 à moins de 700 000 habitants,.
La commune, bordée par l'estuaire de la Charente, est également une commune littorale au sens de la loi du 3 janvier 1986, dite loi littoral. Des dispositions spécifiques d’urbanisme s’y appliquent dès lors afin de préserver les espaces naturels, les sites, les paysages et l’équilibre écologique du littoral, tel le principe d'inconstructibilité, en dehors des espaces urbanisés, sur la bande littorale des 100 mètres, ou plus si le plan local d’urbanisme le prévoit.

### Occupation des sols
L'occupation des sols de la commune, telle qu'elle ressort de la base de données européenne d’occupation biophysique des sols Corine Land Cover (CLC), est marquée par l'importance des territoires agricoles (79,3 % en 2018), en diminution par rapport à 1990 (85,8 %). La répartition détaillée en 2018 est la suivante : 
prairies (33,6 %), terres arables (29,8 %), zones agricoles hétérogènes (15,8 %), eaux maritimes (5,3 %), zones humides intérieures (5 %), zones urbanisées (4,6 %), forêts (2,4 %), espaces verts artificialisés, non agricoles (2,1 %), zones humides côtières (1,2 %). L'évolution de l’occupation des sols de la commune et de ses infrastructures peut être observée sur les différentes représentations cartographiques du territoire : la carte de Cassini (XVIIIe siècle), la carte d'état-major (1820-1866) et les cartes ou photos aériennes de l'IGN pour la période actuelle (1950 à aujourd'hui).

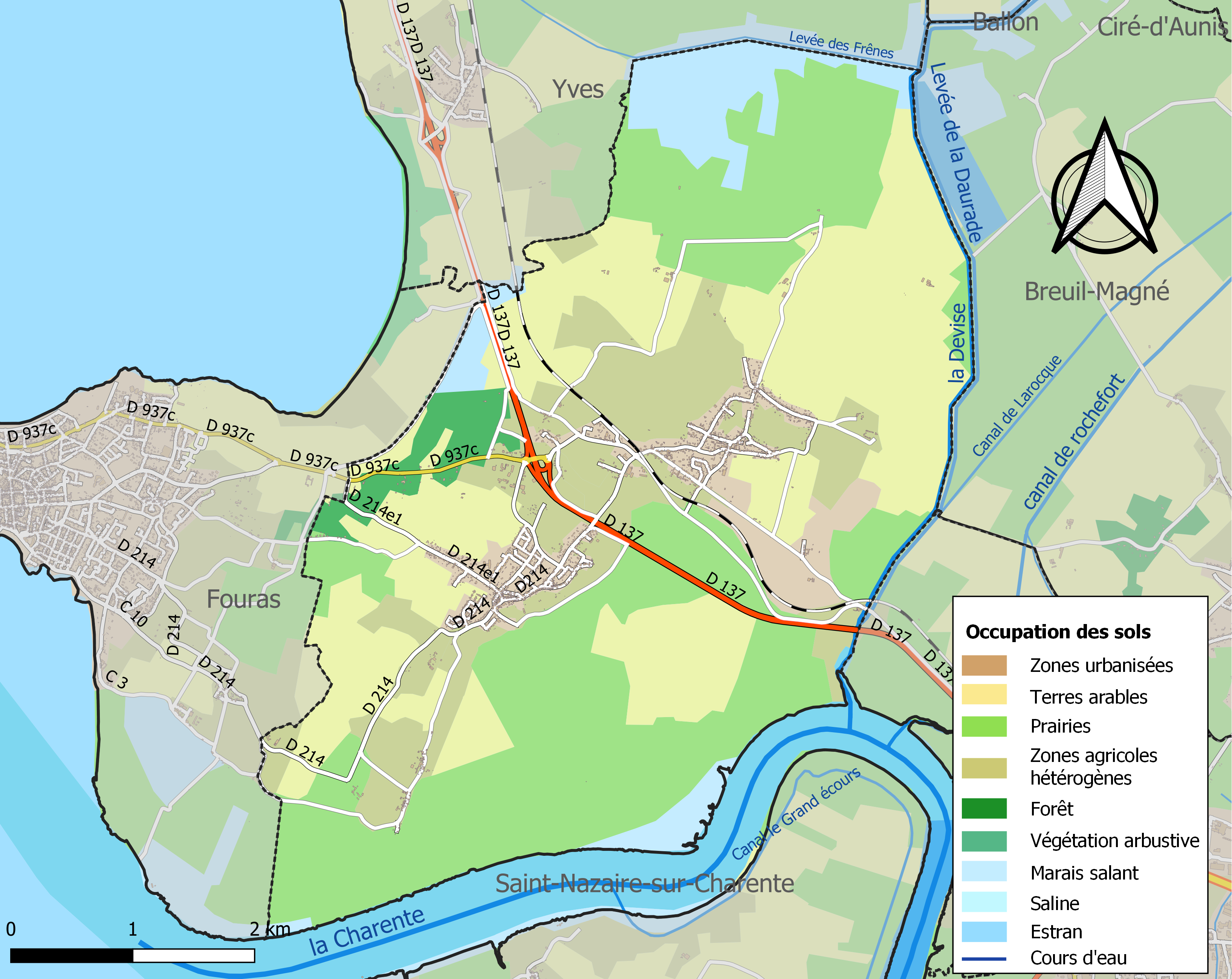
Carte des infrastructures et de l'occupation des sols de la commune en 2018 (CLC).

### Risques majeurs
Le territoire de la commune de Saint-Laurent-de-la-Prée est vulnérable à différents aléas naturels : météorologiques (tempête, orage, neige, grand froid, canicule ou sécheresse), inondations, mouvements de terrains et séisme (sismicité modérée). Il est également exposé à un risque technologique,  le transport de matières dangereuses. Un site publié par le BRGM permet d'évaluer simplement et rapidement les risques d'un bien localisé soit par son adresse soit par le numéro de sa parcelle.

#### Risques naturels
La commune fait partie du territoire à risques importants d'inondation (TRI) du littoral charentais-maritime, regroupant 40 communes concernées par un risque de submersion marine de la zone côtière, un des 21 TRI qui ont été arrêtés fin 2012 sur le bassin Adour-Garonne et confirmé en 2018 lors du second cycle de la Directive inondation, mais annulé en 2020. Les submersions marines les plus marquantes des XXe et XXIe siècles antérieures à 2019 sont celles liées à la tempête du 9 février 1924, à la tempête du 15 février 1957, aux tempêtes Lothar et Martin des 26 et 27 décembre 1999 et à la tempête Xynthia des 27 et 28 février 2010. D’une violence exceptionnelle, la tempête Xynthia a fortement endommagé le littoral de la Charente Maritime : douze personnes ont perdu la vie (essentiellement par noyade), des centaines de familles ont dû être relogées, et, sur un linéaire de l’ordre de 400 km de côte et de 225 km de défenses contre la mer, environ la moitié de ces ouvrages a subi des dommages plus ou moins importants. C’est environ 5 000 à 6 000 bâtiments qui ont été submergés et 40 000 ha de terres agricoles. La commune a été reconnue en état de catastrophe naturelle au titre des dommages causés par les inondations et coulées de boue survenues en 1982, 1999 et 2010,.

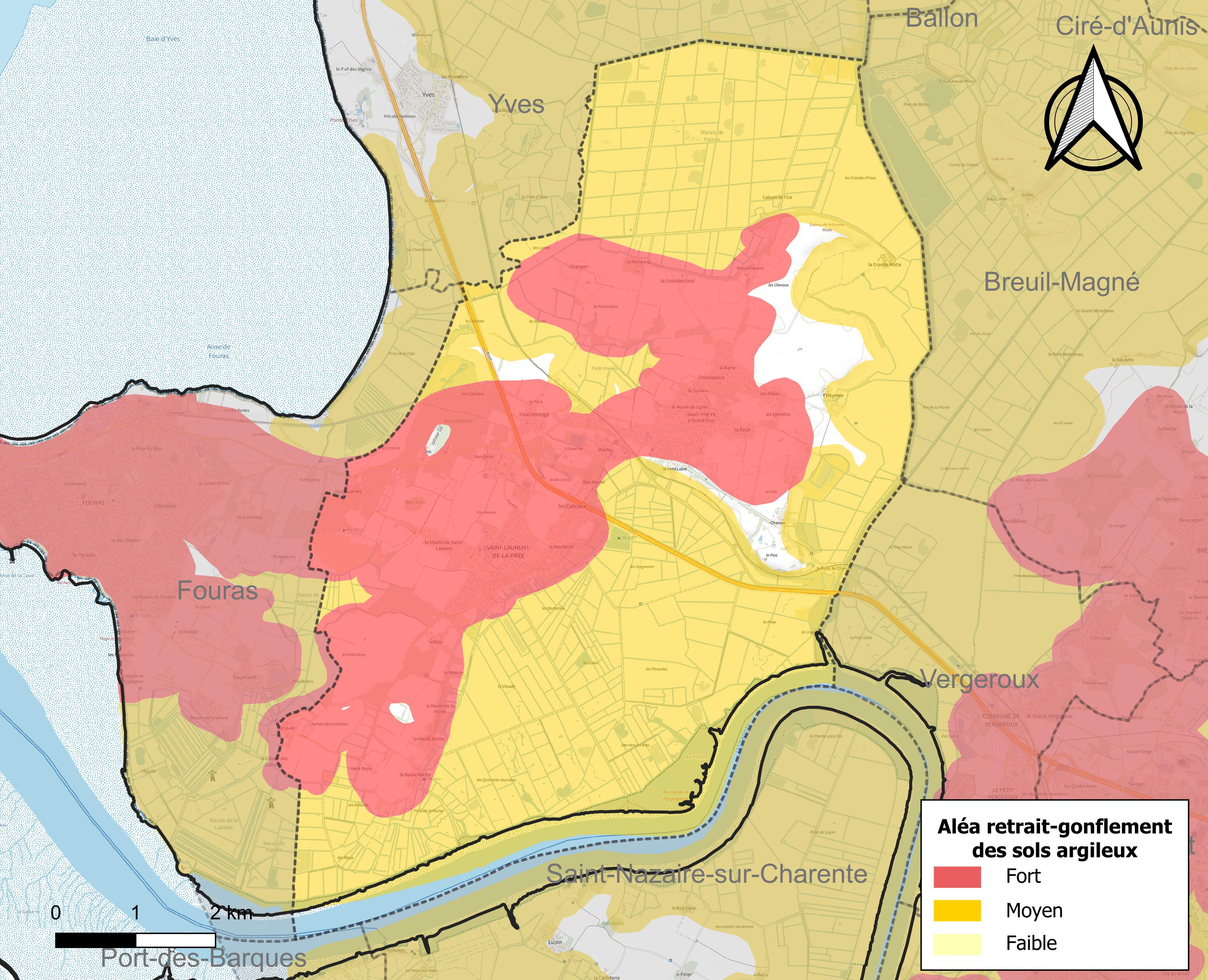
Carte des zones d'aléa retrait-gonflement des sols argileux de Saint-Laurent-de-la-Prée.

Les mouvements de terrains susceptibles de se produire sur la commune sont des tassements différentiels.
Le retrait-gonflement des sols argileux est susceptible d'engendrer des dommages importants aux bâtiments en cas d’alternance de périodes de sécheresse et de pluie. 93,9 % de la superficie communale est en aléa moyen ou fort (54,2 % au niveau départemental et 48,5 % au niveau national). Sur les 1 097 bâtiments dénombrés sur la commune en 2019,  1 082 sont en aléa moyen ou fort, soit 99 %, à comparer aux 57 % au niveau départemental et 54 % au niveau national. Une cartographie de l'exposition du territoire national au retrait gonflement des sols argileux est disponible sur le site du BRGM,.
Par ailleurs, afin de mieux appréhender le risque d’affaissement de terrain, l'inventaire national des cavités souterraines permet de localiser celles situées sur la commune.
Concernant les mouvements de terrains, la commune a été reconnue en état de catastrophe naturelle au titre des dommages causés par la sécheresse en 1989, 1991, 2003, 2005, 2011, 2017 et 2018 et par des mouvements de terrain en 1999 et 2010.

#### Risques technologiques
Le risque de transport de matières dangereuses sur la commune est lié à sa traversée par une ou des infrastructures routières ou ferroviaires importantes ou la présence d'une canalisation de transport d'hydrocarbures. Un accident se produisant sur de telles infrastructures est susceptible d’avoir des effets graves sur les biens, les personnes ou l'environnement, selon la nature du matériau transporté. Des dispositions d’urbanisme peuvent être préconisées en conséquence.

## Toponymie
Le nom de la commune provient de saint Laurent, à qui la paroisse avait été dédiée, ainsi que des prairies littorales identifiées sous le terme de prée.

## Administration

### Région
À la suite de la réforme administrative de 2014 ramenant le nombre de régions de France métropolitaine de 22 à 13, la commune appartient depuis le 1er janvier 2016 à la région Nouvelle-Aquitaine, dont la capitale est Bordeaux. De 1972 au 31 décembre 2015, elle a appartenu à la région Poitou-Charentes, dont le chef-lieu était Poitiers.

## Démographie

### Évolution démographique
L'évolution du nombre d'habitants est connue à travers les recensements de la population effectués dans la commune depuis 1793. Pour les communes de moins de 10 000 habitants, une enquête de recensement portant sur toute la population est réalisée tous les cinq ans, les populations de référence des années intermédiaires étant quant à elles estimées par interpolation ou extrapolation. Pour la commune, le premier recensement exhaustif entrant dans le cadre du nouveau dispositif a été réalisé en 2005.

En 2022, la commune comptait 2 285 habitants, en évolution de +9,7 % par rapport à 2016 (Charente-Maritime : +4,04 %, France hors Mayotte : +2,11 %).
| 1793 | 1800 | 1806 | 1821 | 1831 | 1836 | 1841 | 1846 | 1851 |
| ---- | ---- | ---- | ---- | ---- | ---- | ---- | ---- | ---- |
| 690  | 551  | 590  | 813  | 863  | 849  | 918  | 904  | 883  |

| 1856 | 1861 | 1866 | 1872 | 1876 | 1881 | 1886 | 1891 | 1896 |
| ---- | ---- | ---- | ---- | ---- | ---- | ---- | ---- | ---- |
| 936  | 812  | 821  | 825  | 864  | 910  | 950  | 891  | 831  |

| 1901 | 1906 | 1911 | 1921 | 1926 | 1931 | 1936 | 1946 | 1954 |
| ---- | ---- | ---- | ---- | ---- | ---- | ---- | ---- | ---- |
| 835  | 814  | 820  | 757  | 800  | 740  | 746  | 712  | 841  |

| 1962 | 1968 | 1975 | 1982  | 1990  | 1999  | 2005  | 2006  | 2010  |
| ---- | ---- | ---- | ----- | ----- | ----- | ----- | ----- | ----- |
| 836  | 857  | 848  | 1 075 | 1 256 | 1 347 | 1 621 | 1 646 | 1 858 |

| 2015  | 2020  | 2022  | - | - | - | - | - | - |
| ----- | ----- | ----- | - | - | - | - | - | - |
| 2 071 | 2 264 | 2 285 | - | - | - | - | - | - |

## Lieux et monuments

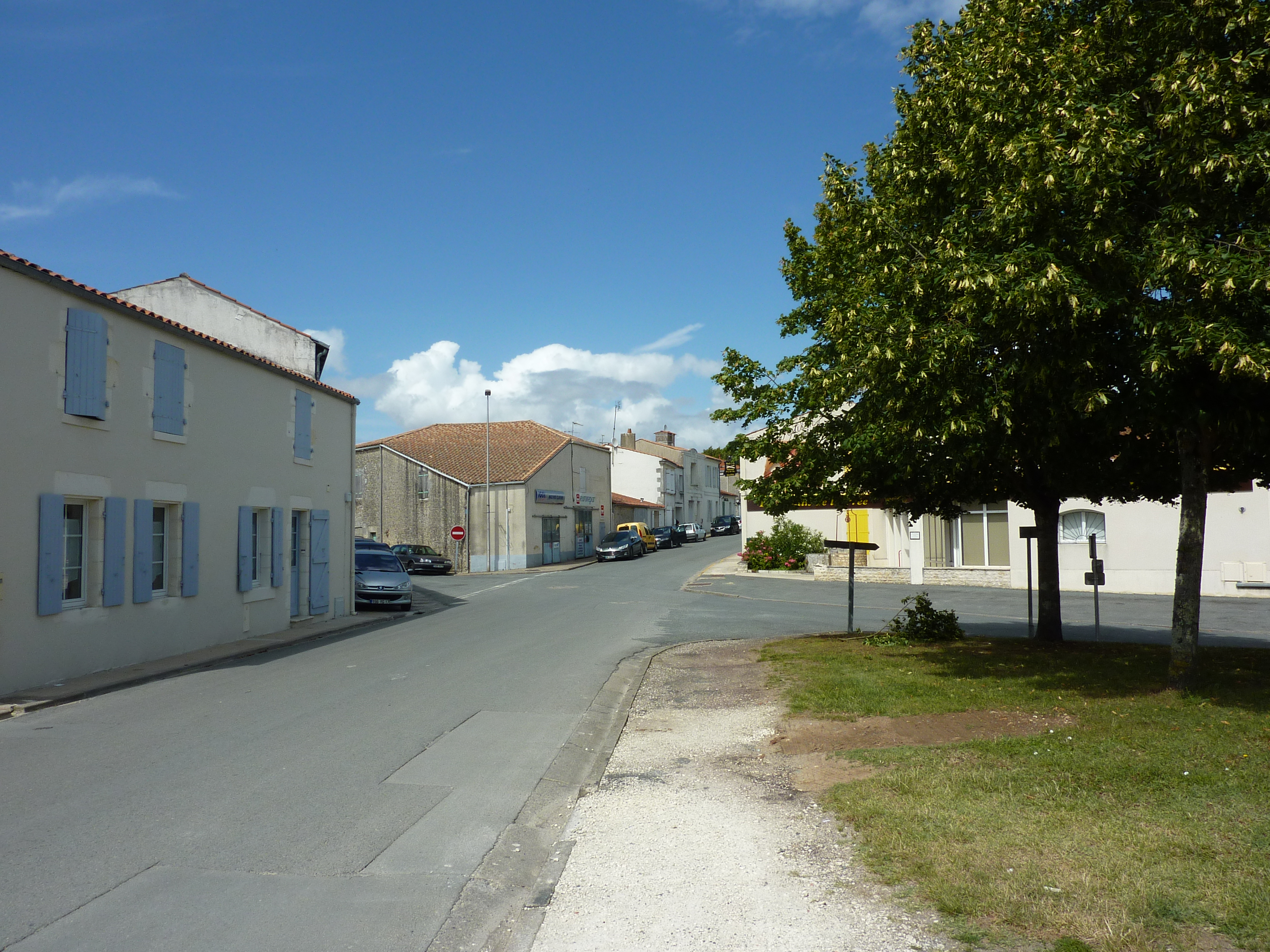
Un carrefour du quartier du centre-ville.
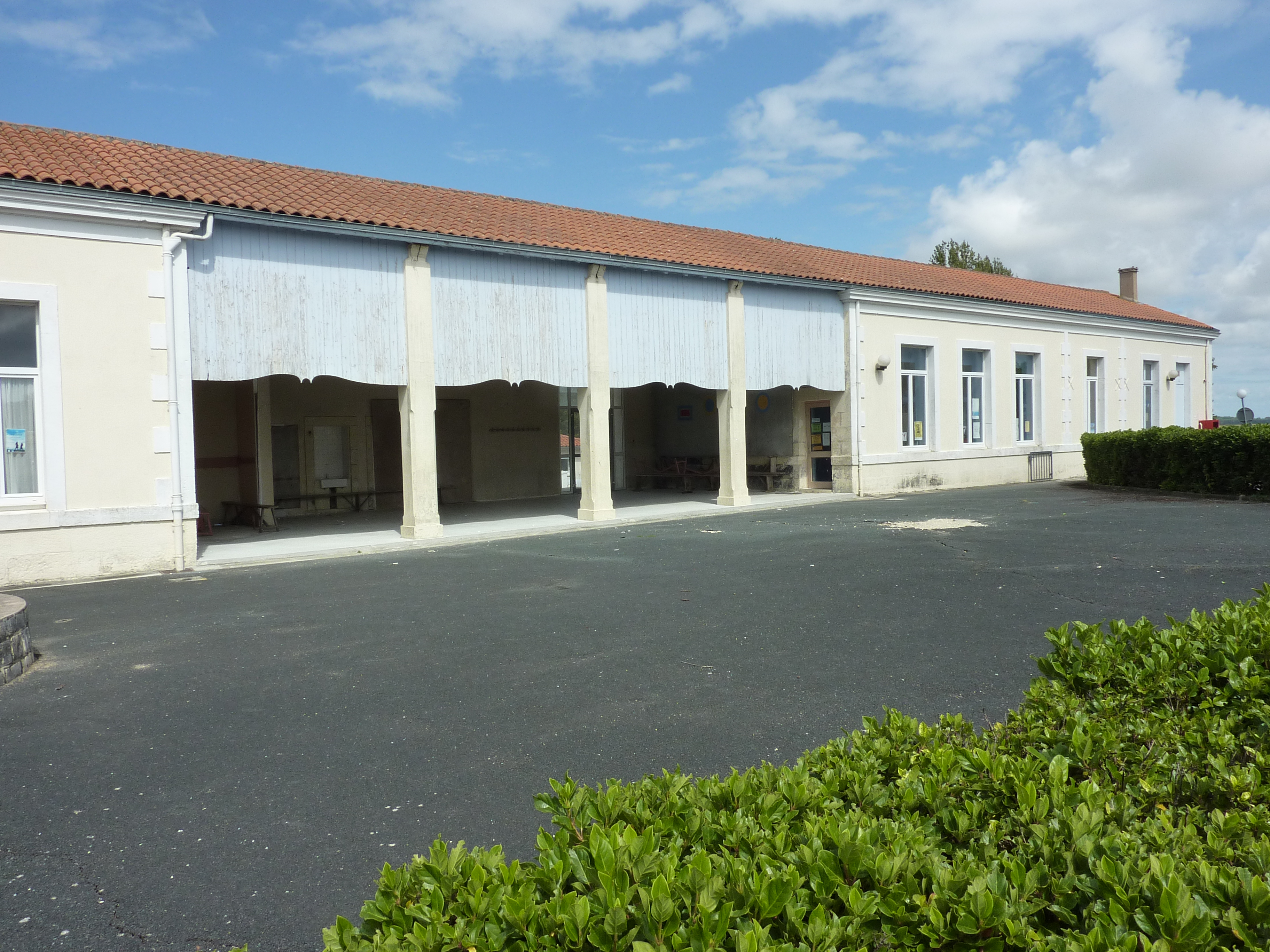
L'école communale.
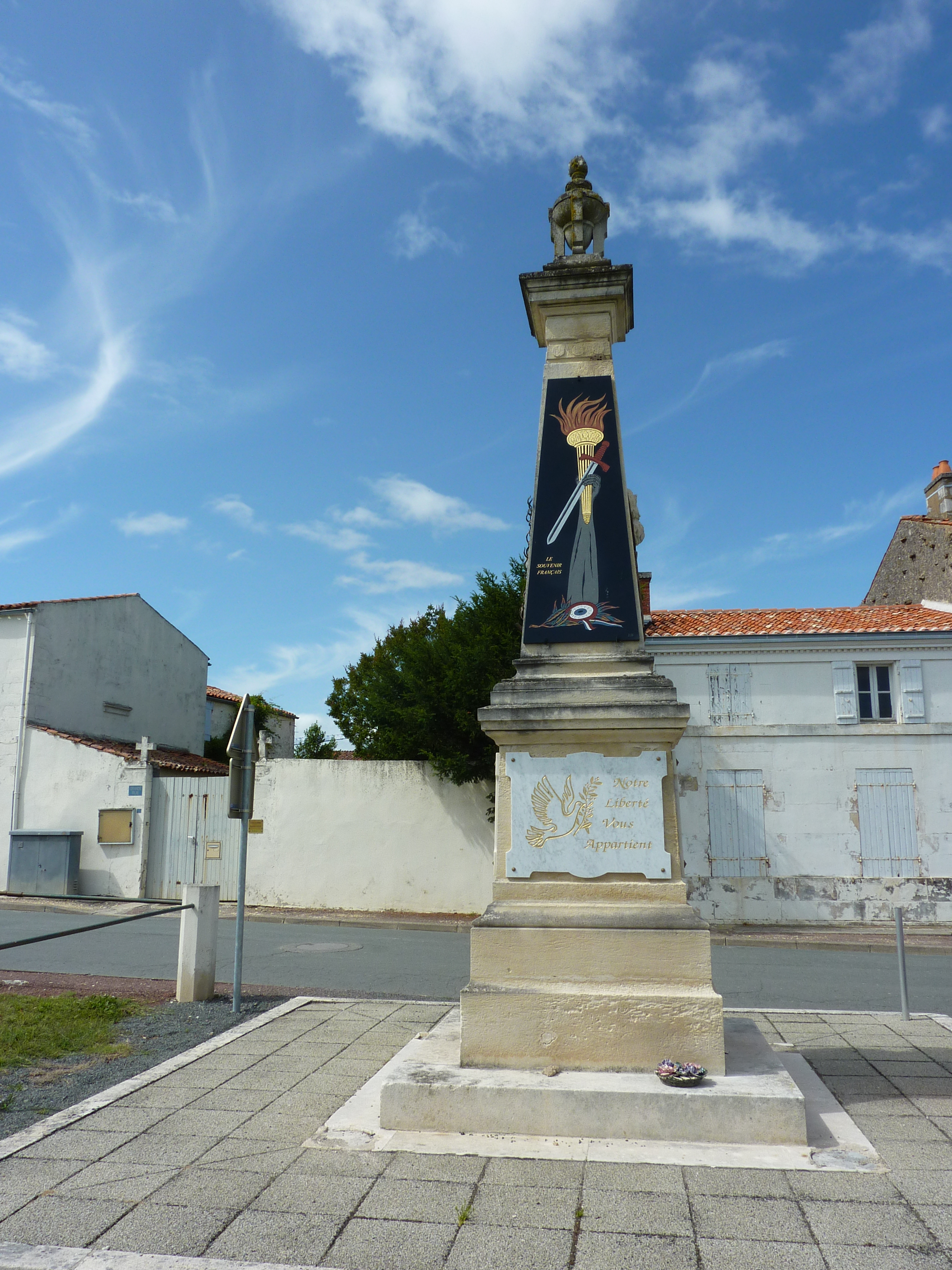
Le monument aux morts.
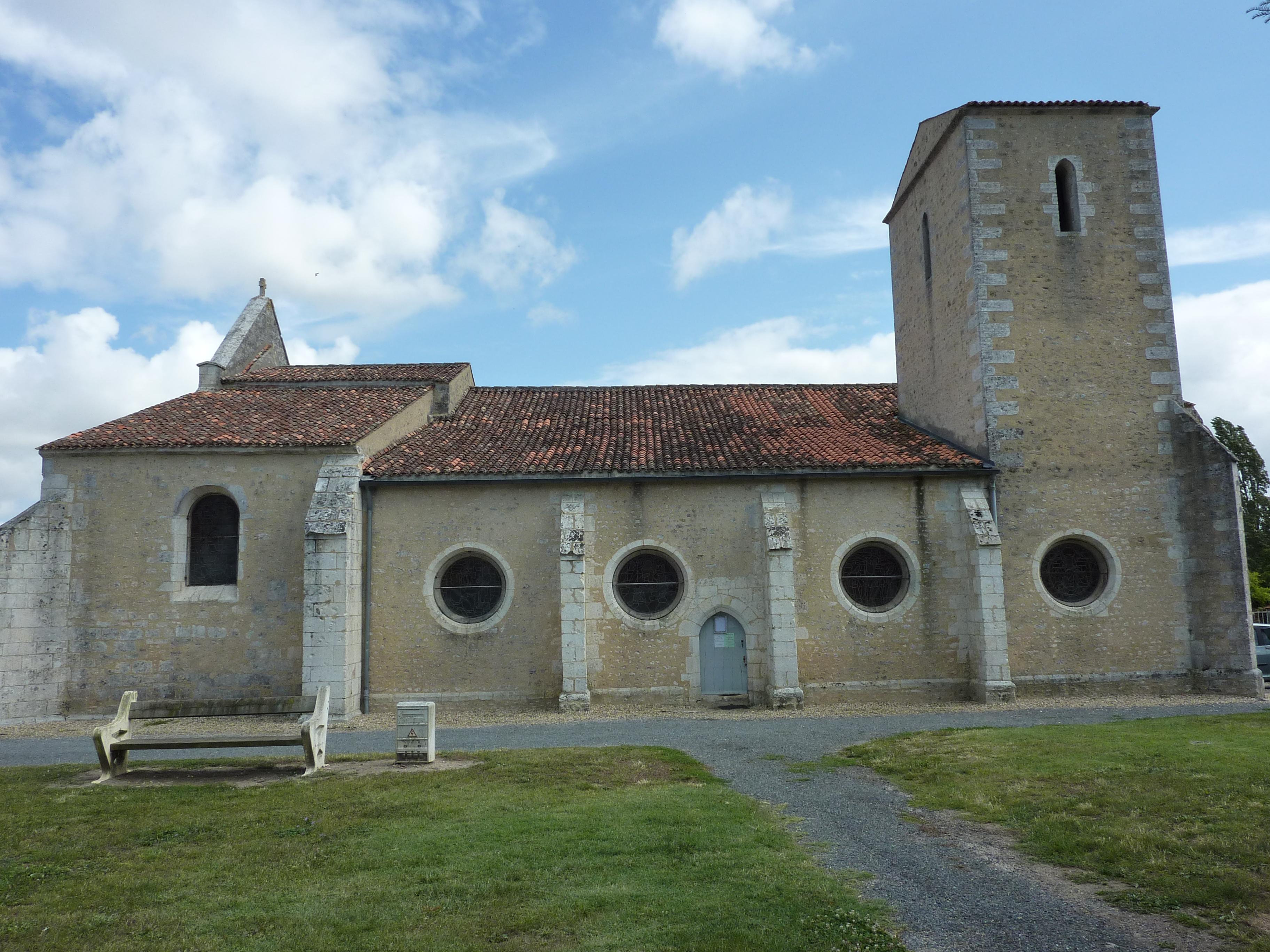
L'église.
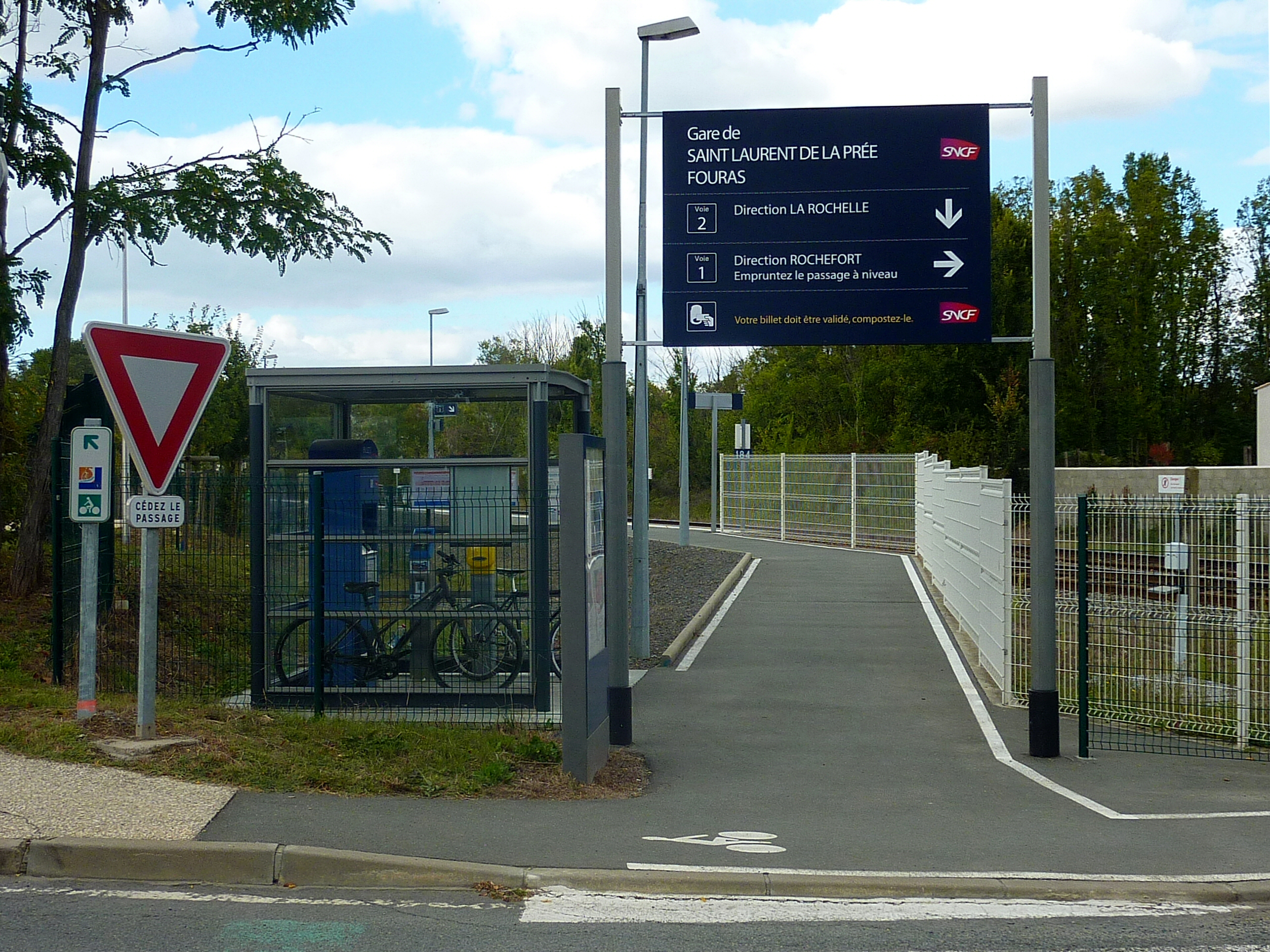
Entrée Nord de la Halte ferroviaire.

- Sur la ligne Nantes-État - Saintes, l'ancien bâtiment en pierres de taille de la gare d'autrefois, a été réhabilité et transformé en logements.
- Une halte ferroviaire a été construite et inaugurée le 26/8/2007 à proximité de cette ancienne gare, de part et d'autre du passage à niveau, pour la desserte cadencée TER Rochefort-La Rochelle.
- L'intersection du 46e parallèle nord et du 1er méridien à l'ouest de Greenwich se trouve sur le territoire de la commune (voir aussi le Degree Confluence Project).

### Les Pierres-Closes-de-Charras

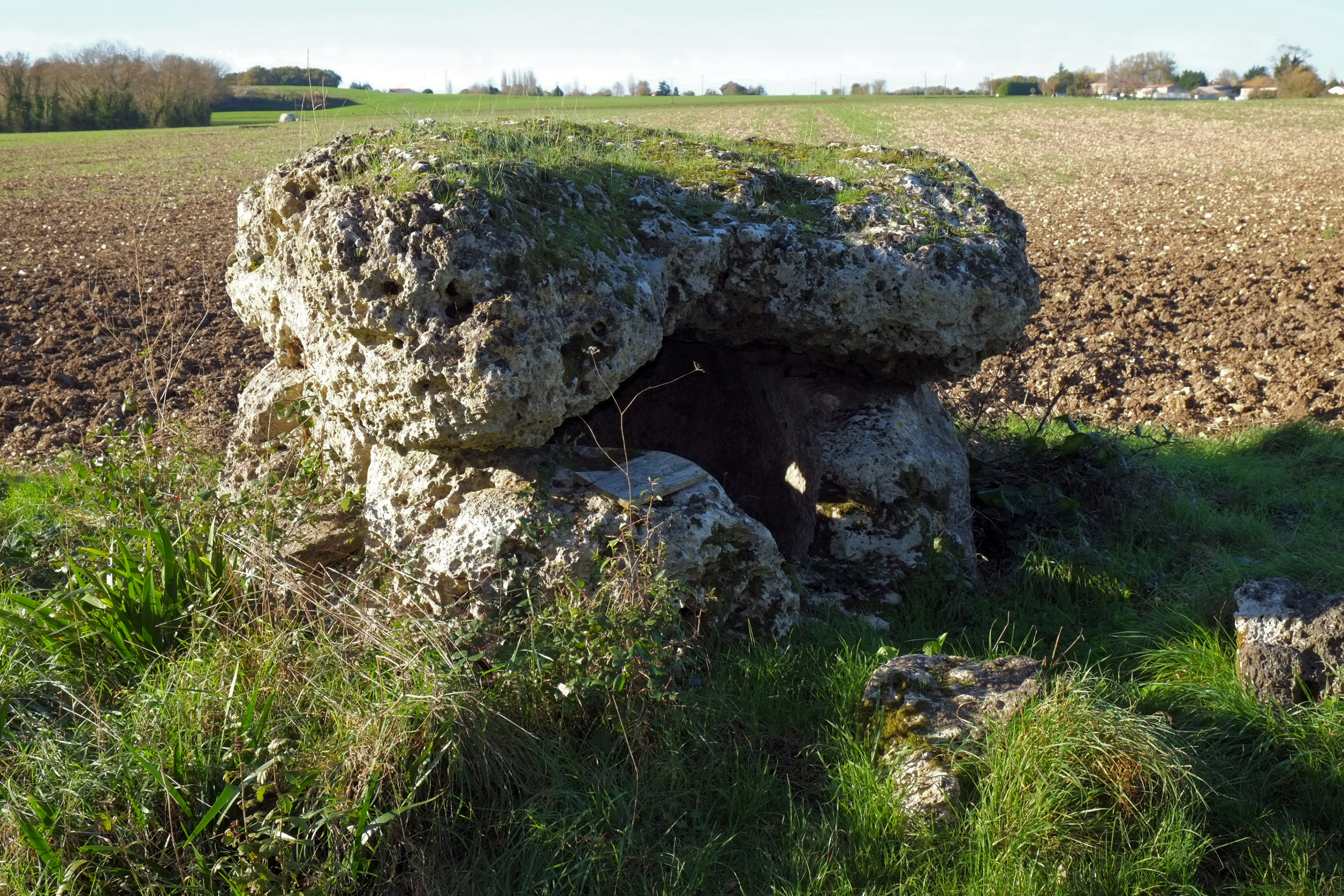
Le dolmen le mieux conservé.

Les Pierres-Closes-de-Charras sont deux dolmens situés à proximité du canal éponyme au lieu-dit l'Houmée. Il s'agit de sépultures remontant à l'époque néolithique (environ 5 000 ans) qui se trouvent dans un champ actuellement cultivé. Le monument le mieux conservé, situé en bordure du champ est encore complet. Il est constitué d'un bloc de calcaire creusé en forme d'auge et recouvert d'une table. Du second dolmen, au milieu du champ, distant d'une centaine de mètres du premier, il ne reste que d'importants fragments. Il était aussi en forme d'auge, mais sa table a été détruite en 1930 après avoir été transportée dans la ferme voisine de l'Houmée,.
Ces dolmens ont été classés aux monuments historiques en 1889 sous la référence Notice no PA00105196, sur la plateforme ouverte du patrimoine, base Mérimée, ministère français de la Culture, sous le nom Deux Dolmens dit les Pierres Closes de Charras.

### Ancienne laiterie coopérative

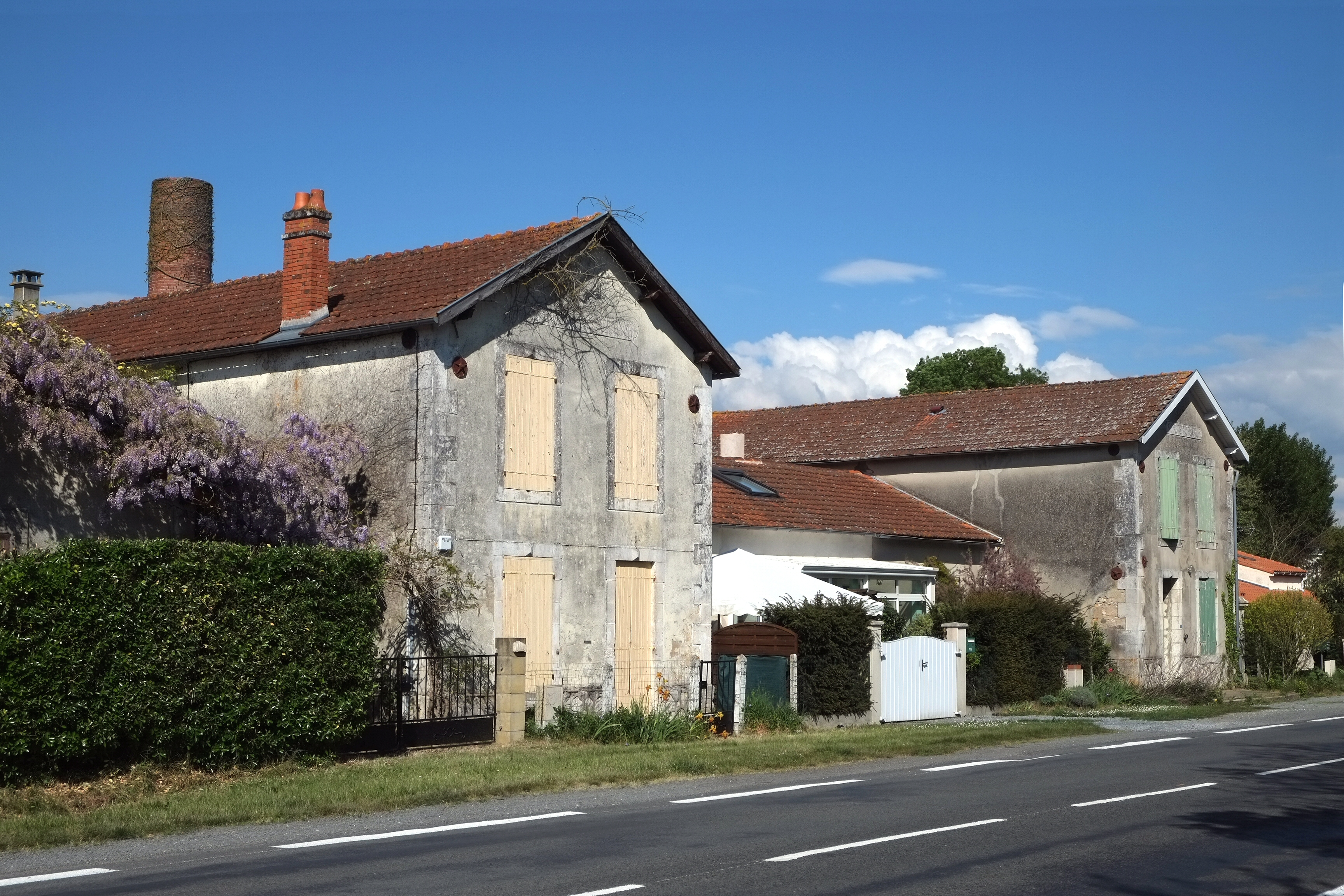
Bâtiments de l'Ancienne laiterie coopérative.

La Société Coopérative de Saint-Laurent-de-la-Prée crée une laiterie industrielle en 1898 pour la fabrication de beurre. Vers 1909, un solide bâtiment est construit au bord de l'ancienne route RN 137 menant de Rochefort à la Rochelle. Dès le début, une porcherie et une caséinerie sont associées à cette nouvelle laiterie coopérative. Pour le fonctionnement à l'énergie thermique de l'usine, une cheminée en brique d'environ 15 mètres de hauteur, toujours présente aujourd'hui, est construite par une entreprise de Nantes.
Le site était desservi par un embranchement ferroviaire à partir de la voie ferrée traversant le village. Au début des années 1950, on y traitait 1 500 000 litres de lait par an pour la fabrication exclusive de beurre et de caséine. Avec une douzaine d'employés vers 1920, cette coopérative était une des plus petites des arrondissements de La Rochelle et Rochefort. La laiterie cessa de fonctionner dans les années 1960. Le bâtiment est inscrit à l'inventaire général du patrimoine culturel.

## Personnalités liées à la commune
- Claude Mesplède, historien du roman policier.